# Cmentarz żydowski w Kostrzynie nad Odrą
Cmentarz żydowski w Kostrzynie nad Odrą – został założony w II połowie XIX wieku i zajmuje powierzchnię 0,7 ha. Znajduje się na terenie tzw. Nowego Miasta, posiada plan trójkąta i mieści się przy ul. Mickiewicza. W pobliżu przy obecnej ul. T. Kościuszki (dawniej Stülpnagel-Straße) znajdowała się synagoga, która uległa zniszczeniu w 1938 podczas "nocy kryształowej". Zachowało się około dwudziestu nagrobków z napisami w języku niemieckim oraz dom przedpogrzebowy przebudowany na sklep.